# دنيس ليونارد
دنيس ليونارد (بالإنجليزية: Dennis Leonard)‏ هو لاعب كرة قاعدة أمريكي، ولد في 8 مايو 1951 في بروكلين في الولايات المتحدة.

## وصلات خارجية
- دنيس ليونارد على موقعبيزبول رفرنس.كوم (الدوري الرئيسي) (الإنجليزية)